# Frank Høj

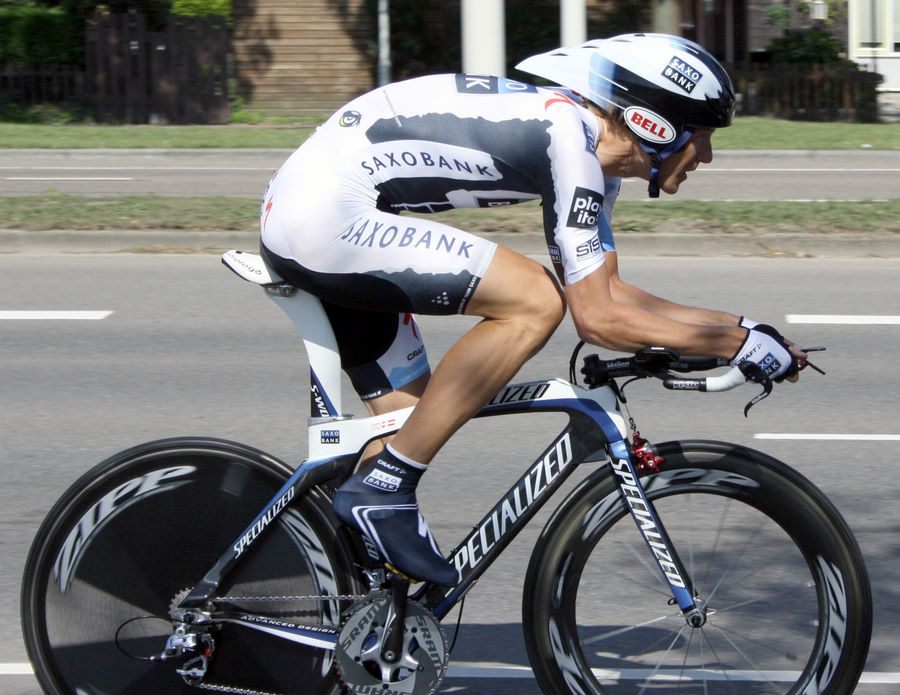
Frank Høj, Eneco Tour 2009.

Frank Høj, född 4 januari 1973 i Holte, är en dansk före detta proffscyklist som senast tävlade för Team Saxo Bank säsongen 2010. Han har tidigare tävlat för bland annat Cofidis och US Postal Service.
Høj blev stagiaire med Zetelhallen 1994, vilket innebär att han fick prova på att vara professionell cyklist under några månader. Han blev professionell 1995 med Team Collstrop. Första vinsten kom ett år senare.

## Karriär
Frank Høj vann det danska loppet GP Herning både 2003 och 2004. Under 2005 tävlade Høj med det tyska UCI ProTour-stallet Gerolsteiner och under samma år vann han etapp 3 på Circuit Franco-Belge. 
Säsongerna 2006 och 2007 gick trögt utan större resultat. Under 2006 vann Høj det danska uppvisningsloppet Charlottenlund, men under 2007 gjorde han inga prispallsresultat.
Høj slutade tvåa på de danska nationsmästerskapens tempolopp under säsongen 2008 55 sekunder efter Lars Bak. Høj blev inte uttagen till Cofidis lagupptställning inför Tour de France 2008 och i stället cyklade han det danska uppvisningsloppet Silkeborg där han slutade tvåa bakom René Jørgensen och Michael Blaudzun.
Inför säsongen 2009 blev Høj åter kontrakterad av Team Saxo Bank, det vill säga det gamla Team CSC som han tävlade med under säsongen 2004. Under året tog han tredje platsen på de danska nationsmästerskapen bakom sina två lagkamrater Matti Breschel och Chris Anker Sørensen.

## Privatliv
Bor numera med sin flickvän i Luxemburg.

## Meriter
1993
Etapp 1, Milk Race
1994
Zellik-Galmaarden
Etapp 3, Circuit Franco-Belge
1996 – Collstrop
Metas Volantes Competition i Vuelta a Andalucia
1997 – Collstrop
Herinneringsprijs Dokter Tistaert–Prijs Groot-Zottegem
Skandinaviska mästerskapen
Omloop van het Waasland
1998 – Palmans-Ideal
Veenendaal–Veenendaal
 Nationsmästerskapens linjelopp
Circuit Franco-Belge
1999 – US Postal Service
4:a, prologen & etapp 14, Vuelta a España
2000 – Francaise des Jeux
Le Samyn
6:a, Olympiska sommarspelen 2000
2001 – Team Coast
Mest offensiva cyklisten, Danmark rundt
2002 – Team Coast
5:a, prolog, Giro d'Italia
14:e, Paris–Roubaix
2003 – Team Fakta
GP S.A.T.S.
2005 – Gerolsteiner
Etapp 3, Circuit Franco-Belge
2009 – Team Saxo Bank
3:a, Nationsmästerskapens linjelopp

## Stall
- Team Collstrop 1995–1997
- Team Palmans 1998
- US Postal Service 1999
- Française des Jeux 2000
- Team Coast 2001
- Team Fakta 2003
- Team CSC 2004
- Gerolsteiner 2005–2006
- Cofidis 2007–2008
- Team Saxo Bank 2009–2010